# غوين غوثري
غوين غوثري (بالإنجليزية: Gwen Guthrie)‏ هي ملحنة وعازفة بيانو وكاتبة غنائية ومغنية ومغنية مؤلفة أمريكية، ولدت في 14 يوليو 1950 في أوكيما في الولايات المتحدة، وتوفيت في 3 فبراير 1999 في أورانج ‏ في الولايات المتحدة بسبب سرطان الرحم.

## وصلات خارجية
- غوين غوثري على موقع IMDb (الإنجليزية)
- غوين غوثري على موقع ميوزك برينز (الإنجليزية)
- غوين غوثري على موقع أول ميوزيك (الإنجليزية)
- غوين غوثري على موقع ديسكوغز (الإنجليزية)